# Manoir du Grand Borin
Le manoir du Grand Borin est situé à Langonnet en France.

## Localisation
Le manoir est situé sur le territoire de la commune de Langonnet, au lieu-dit Grand Borin, dans le département du Morbihan en région Bretagne.

## Description
Le manoir est construit aux XVIe et XVIIe siècles. Édifice à un étage carré en schiste et granite,  toiture à longs pans ; un pignon découvert et un pignon couvert. Escalier hors-œuvre ; escalier dans-œuvre : escalier à vis sans jour.

## Historique
Le manoir est inscrit à l'inventaire général du patrimoine culturel en 1969.